# Onthophagus salvazai
Onthophagus salvazai là một loài bọ cánh cứng trong họ Bọ hung (Scarabaeidae).